# Torino Challenger 2022
Il Torino Challenger 2022 è stato un torneo maschile di tennis professionistico. È stata la 1ª edizione del torneo, facente parte della categoria Challenger 80 nell'ambito dell'ATP Challenger Tour 2022. Si è disputato dal 28 febbraio al 7 marzo 2022 sui campi in cemento del Circolo della Stampa - Sporting di Torino.

## Partecipanti

### Teste di serie
| Nazionalità | Giocatore           | Ranking* | Testa di serie |
| ----------- | ------------------- | -------- | -------------- |
| Francia     | Quentin Halys       | 142      | 1              |
| Germania    | Mats Moraing        | 149      | 2              |
| Canada      | Vasek Pospisil      | 155      | 3              |
| Italia      | Franco Agamenone    | 174      | 4              |
| Italia      | Thomas Fabbiano     | 183      | 5              |
| Italia      | Daniel Masur        | 195      | 6              |
| Paesi Bassi | Tim van Rijthoven   | 200      | 7              |
| Germania    | Maximilian Marterer | 201      | 8              |

* Ranking al 21 febbraio 2022.

### Altri partecipanti
I seguenti giocatori hanno ricevuto una wild card per il tabellone principale:
- Matteo Viola
- Luca Potenza
- Francesco Maestrelli

I seguenti giocatori sono passati dalle qualificazioni:
- Gijs Brouwer
- Antoine Escoffier
- Arthur Fils
- Michael Geerts
- Filip Cristian Jianu
- Ryan Peniston

Il seguente giocatore è entrato in tabellone come lucky loser:
- Jonathan Eysseric

## Punti e montepremi
| Torneo    | Torneo              | V     | F     | SF    | QF    | 2T  | 1T  | Q | Q2  | Q1  |
| Singolare | Punti               | 80    | 48    | 29    | 15    | 7   | 0   | 4 | 2   | 0   |
| Singolare | Premi in denaro (€) | 6 190 | 3 650 | 2 160 | 1 260 | 730 | 450 | – | 225 | 125 |
| Doppio    | Punti               | 80    | 48    | 29    | 15    | –   | 0   | – | –   | –   |
| Doppio    | Premi in denaro (€) | 2 670 | 1 550 | 930   | 550   | –   | 310 | – | –   | –   |

## Campioni

### Singolare
Mats Moraing ha sconfitto in finale  Quentin Halys con il punteggio di 7–6(11), 6–3.

### Doppio
Ruben Bemelmans /  Daniel Masur hanno sconfitto in finale  Sander Arends /  David Pel con il punteggio di 3–6, 6–3, [10–8].